# Sporthalle Hamburg
Sporthalle Hamburg (znana także jako Alsterdorfer Sporthalle) – obiekt widowiskowo-sportowy w Hamburgu, otwarty w 1968 roku. Z hali korzysta klub piłki ręcznej HSV Hamburg.
W hali odbyły się Mistrzostwa Świata w Szermierce 1978 oraz Mistrzostwa Świata U-17 w Koszykówce Mężczyzn 2010.